# 誰かが君のドアを叩いている
「誰かが君のドアを叩いている」（だれかがきみのドアをたたいている）は、佐野元春35作目のシングル。1992年4月8日に、Epic/Sony Records / M's Factoryから発売された。

## 概要
前作「また明日...」から2ヶ月半ぶり、2作目のマキシシングル。
「誰かが君のドアを叩いている」は、TDK『アース・イズ・ムービング』のCF曲に使用され、佐野本人もエレクトリック・ギターを携えてCFに登場した。
カップリング曲「愛のシステム」は、1991年4月WOWOWで放送されたスペシャル・ライヴ「Goodbye Cruel World」から収録。
もう1曲のカップリング曲「誰かが君のドアを叩いている ('Let It Roll' Version)」は、ヒロ・ホズミのリミックス。

## 収録曲
- 全作詞・作曲・編曲：佐野元春

1. 誰かが君のドアを叩いている(Original Version)
  - TDK『アース・イズ・ムービング』CMソング
2. 愛のシステム (Studio Live Version)
3. 誰かが君のドアを叩いている ('Let It Roll' Version)